# Flensburger Brauerei

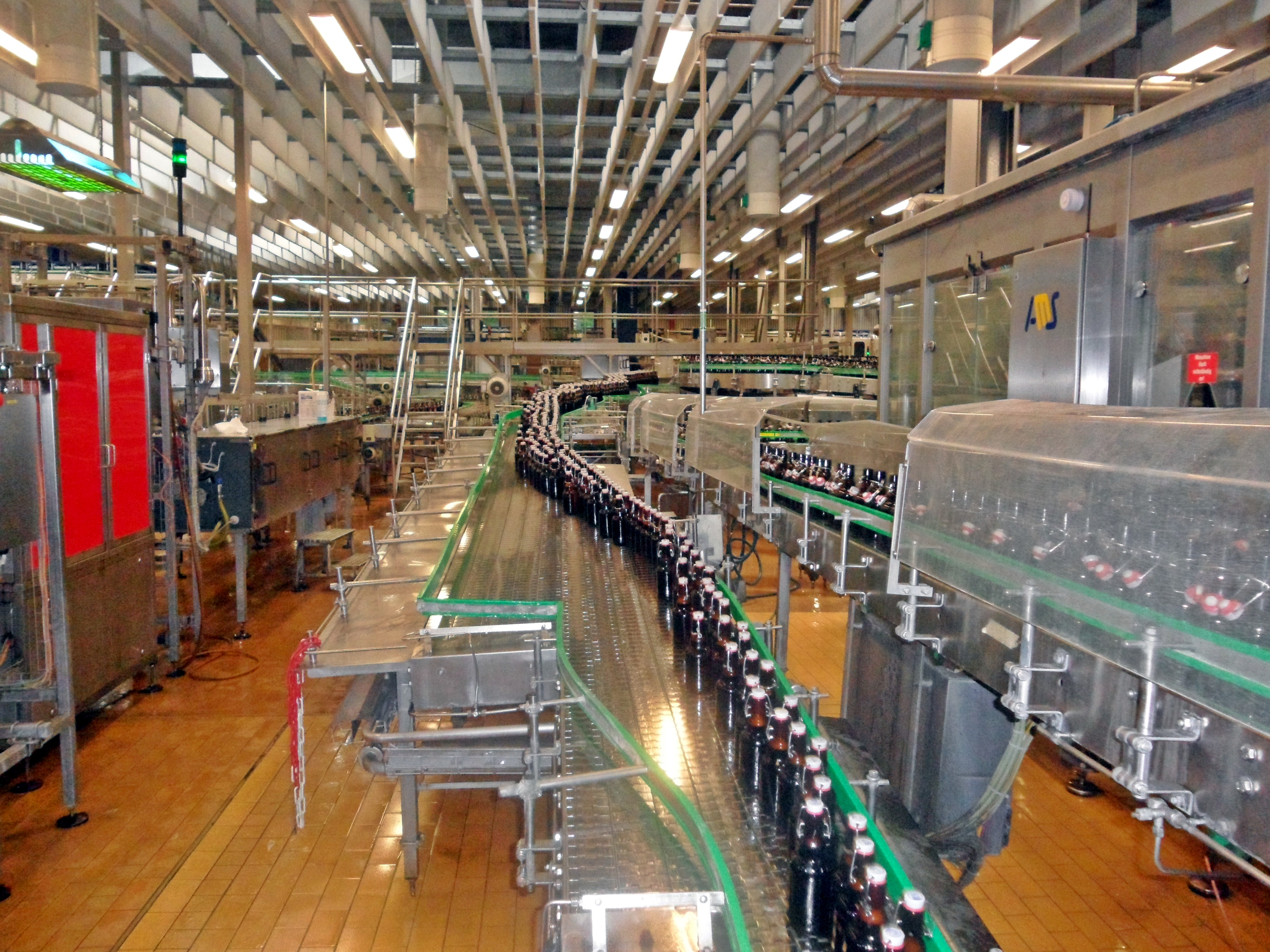
Linia produkcyjna korkowanych butelek w browarze Flensburger Brauerei

Flensburger Brauerei – niemiecki browar zlokalizowany we Flensburgu w kraju związkowym Szlezwik-Holsztyn. Jest jednym z ostatnich ogólnokrajowych wciąż działających browarów, który jednocześnie nie jest częścią większej korporacji. Firma została założona 6 sierpnia 1888 przez piątkę obywateli Flensburga. Dziś jest ona wciąż zarządzana przez rodziny założycieli – Petersen i Dethleffsen.

## Produkcja

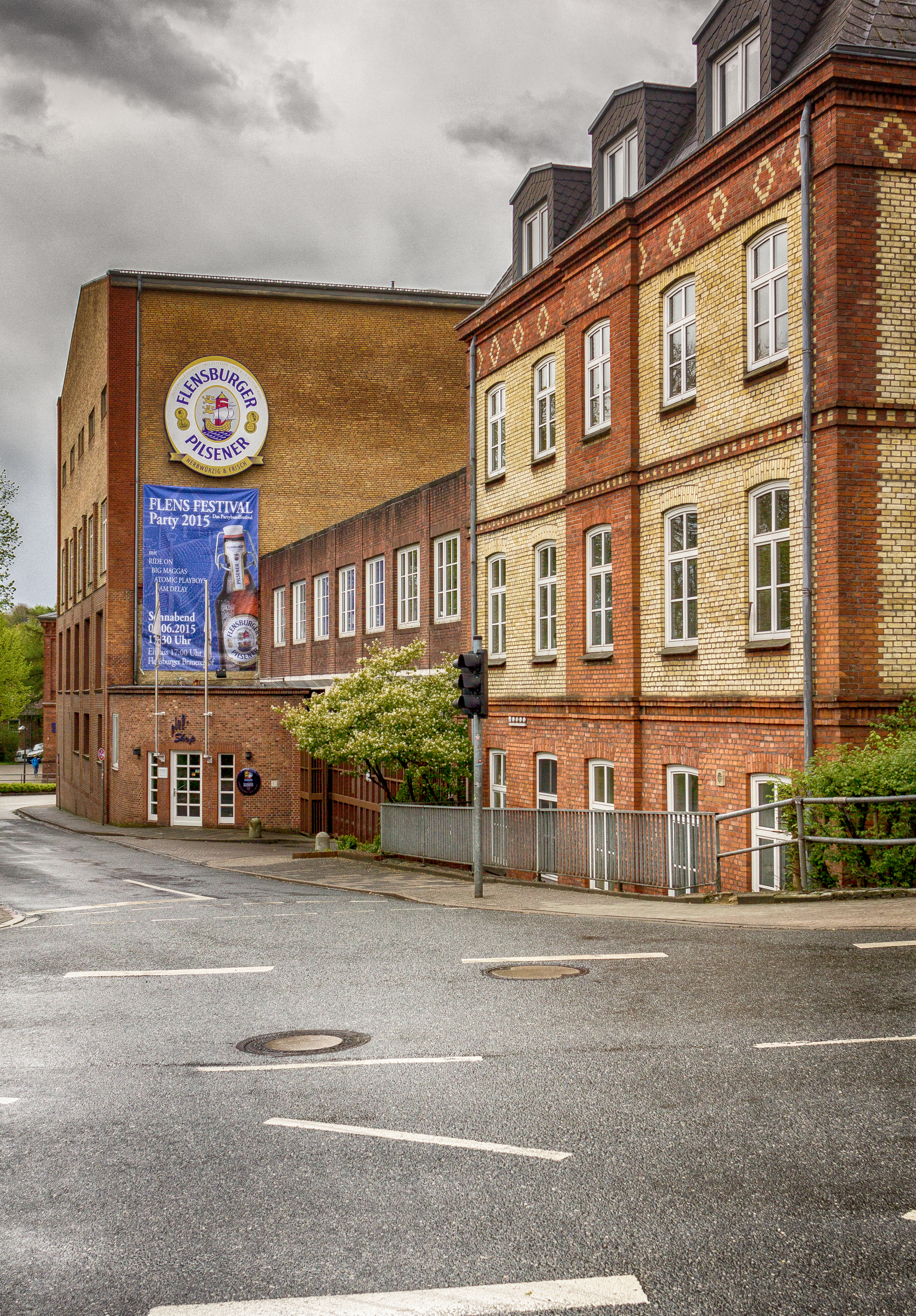
Browar Flensburg Brauerei w 2015 roku

Zanim wprowadzono nowoczesne metody chłodzenia, w browarze używano bloków lodu, pozyskanych z zamrożonych zimą jezior, aby utrzymać podziemne piwnice w chłodnej temperaturze latem. Browar wciąż używa własnej studni, która jest zasilana przez podziemne żyły wodne, płynące z bardzo starych, topniejących lodowców z terenów Skandynawii.
Firma posiada około 120 zatrudnionych pracowników (stan na rok 2008) i jest znana z prowadzenia technicznie zaawansowanych i wysoko zautomatyzowanych procesów produkcji.

## Produkty
Wszystkie produkty z tego browaru są umieszczane w szklanych butelkach z tradycyjnym korkiem, który służy jako zamknięcie. Wymaga to wielu skomplikowanych mechanizmów produkcji na wielką skalę, czyszczenia butelek i ich procesu recyklingu.
- Flensburger Pilsener – północno-niemiecka odmiana Pilsenera z zawartością alkoholu 4,8%
- Flensburger Gold – kolejna odmiana Pilsenera, zbliżona do stylu Lager z zawartością alkoholu 4,8%
- Flensburger Dunkel – dunkel z zawartością alkoholu 4,8%
- Flensburger Weizen – niefiltrowane piwo pszeniczne z zawartością alkoholu 5,1%
- Flensburger Winterbock – okresowo dostępne piwo ciemne (Bock) z zawartością alkoholu 7,0%
- Flensburger Frühlingsbock – okresowo dostępne piwo ciemne (Bock) z zawartością alkoholu 6,9%
- Flensburger Malz – piwo bezalkoholowe
- Flensburger Kellerbier- niefiltrowany kellerbier z zawartością alkoholu 4,8%
- Flensburger Radler – shandy z zawartością alkoholu 2,4%
- Flensburger Biermix „Lemongrass” – połączenie piwa i lemoniady z zawartością alkoholu 2,4%
- Flensburger Biermix „Blutorange-Grapefruit” – połączenie piwa i lemoniady z zawartością alkoholu 2,4%
- Flensburger Frei – piwo bezalkoholowe helles
- Flensburger Wasser – woda mineralna w tradycyjnie korkowanej butelce